# ألفريدو جينوفيز
ألفريدو جينوفيز (بالإسبانية: Alfredo Genovese) هو رسام أرجنتيني، ولد في 24 نوفمبر 1964 في بوينس آيرس في الأرجنتين.